# Sarcoglottis scintillans
Sarcoglottis scintillans är en orkidéart som först beskrevs av Edward Warren Greenwood, och fick sitt nu gällande namn av Gerardo A. Salazar och Soto Arenas. Sarcoglottis scintillans ingår i släktet Sarcoglottis och familjen orkidéer. Inga underarter finns listade i Catalogue of Life.